# Bruce Flowers
Pour les articles homonymes, voir Flowers.
Bruce Flowers, né le 13 juin 1957, à Rochester, dans l'État de New York, est un joueur américain de basket-ball. Il évolue durant sa carrière au poste d'ailier fort.

## Palmarès
- Champion d'Italie 1981
- Vainqueur de la coupe des coupes 1981
- Vainqueur de la Coupe d'Europe des clubs champions 1982
- Vainqueur de la coupe intercontinentale 1984
- Vainqueur de la Coupe Korać 1986